# Fistful of Vengeance
Fistful of Vengeance là một bộ phim hành động giật gân siêu nhiên của Mỹ năm 2022 do Roel Reiné đạo diễn, và được viết bởi Cameron Litvack, Jessica Chou và Yalun Tu. Bộ phim là phần tiếp theo của loạt phim truyền hình Wu Assassins, với sự tham gia của Iko Uwais, Lewis Tan, Lawrence Kao, JuJu Chan, Pearl Thusi, Francesca Corney, Jason Tobin, Rhatha Phongam và Simon Kuke. Phim được phát hành trên toàn thế giới vào ngày 17 tháng 2 năm 2022, trên Netflix.

## Diễn viên
- Iko Uwais ...	Kai Jin
- Lewis Tan ...	Lu Xin Lee
- Lawrence Kao ...	Tommy Wah
- Pearl Thusi ...	Zama Zulu
- Francesca Corney ...	Preeya
- JuJu Chan ...	Zan Hui
- Jason Tobin ...	William Pan
- Rhatha Phongam ...	Ku An Qi
- Selina Wiesmann	...	Người Phụ Nữ Mắt Xanh

## Sản xuất
Vào ngày 26 tháng 2 năm 2021, Netflix đã đặt hàng một dự án phim dài 90 phút có tựa đề Fistful of Vengeance, đóng vai trò là phần tiếp theo của Wu Assassins. Living Films đã tham gia sản xuất bộ phim, sau khi tham gia loạt phim. Roel Reiné đạo diễn bộ phim, trong khi Cameron Litvack, Jessica Chou và Yalun Tu chỉ đạo kịch bản. Sau khi công bố bộ phim, đã có xác nhận rằng Iko Uwais, Lewis Tan, Lawrence Kao và JuJu Chan sẽ tiếp tục vai diễn tương ứng của họ trong loạt phim trong Wu Assassins: Fistful of Vengeance. Ngoài ra, đã xác nhận rằng Pearl Thusi, Francesca Corney, Jason Tobin, Rhatha Phongam và Simon Kuke đã được chọn tham gia bộ phim. Phim bấm máy tại Thái Lan vào đầu năm 2021.

Nói về mối liên hệ của bộ phim với loạt phim gốc, Kao nói: 
[Nó] giống như một bộ phim độc lập. Bạn không nhất thiết phải xem phần đầu tiên để hiểu chuyện gì đang xảy ra, cá nhân tôi nghĩ đó là thứ sẽ dễ hiểu hơn nhưng cũng có nhiều pha hành động hơn từ đầu đến cuối.

## Phát hành
Phim được phát hành vào ngày 17 tháng 2 năm 2022, trên dịch vụ phát trực tuyến Netflix.

## Đánh giá
Trên trang web tổng hợp phê bình Rotten Tomatoes, 40% trong số 20 bài phê bình của các nhà phê bình là tích cực, với điểm trung bình là 4,6/10. Metacritic, sử dụng thang điểm trung bình, cho điểm 44 trên 100 dựa trên 6 nhà phê bình, cho biết "các bài đánh giá khen chê lẫn lộn".